# Maya Le Tissier
Maya Le Tissier (* 18. April 2002 in Guernsey) ist eine Profifußballspielerin, die in der FA Women’s Super League für Manchester United W.F.C spielt, deren Team sie als Kapitänin anführt. Sie spielt seit 2022 für die englische Nationalmannschaft der Frauen.

## Werdegang

### Vereine
Le Tissier wuchs auf der Kanalinsel Guernsey auf. Da es auf der Insel keine Mädchenmannschaften gab, spielte sie ab vier Jahren für den örtlichen Jungenclub St. Martins A.C. Außerdem wurde sie von ihrem Vater trainiert und reiste oft nach Hampshire, um dort zu spielen.
Am 1. Juli 2018 trat Le Tissier der Akademie beim englischen FA Women’s Super League Klub Brighton & Hove Albion bei. Sie wurde schnell in die erste Mannschaft befördert und gab ihr FA Women’s Super League Debüt am 5. Dezember 2018 gegen Crystal Palace.
Am 20. Juli 2022 unterschrieb Le Tissier einen Vertrag bei Manchester United W.F.C. Ihr Vereinsdebüt gab sie am 17. September 2022, wo sie zwei Tore beim 4:0-Eröffnungstag der FA Women’s Super League 2022/23 geschossen hat. Am 12. Mai 2024 gewann sie mit einem 4:0-Sieg gegen Tottenham Hotspur FC Women im Finale den FA Women’s Cup. Seit dem 27. August 2024 ist Le Tissier Kapitänin von Manchester United WFC.

### Nationalmannschaften
Le Tissier spielte in der U-15-Frauen-Nationalmannschaft und wurde dort auch zur Kapitänin ernannt. Im September 2018 übernahm sie die Kapitänsrolle in der englischen U-17-Nationalmannschaft, die sich für die U-17-Fußball-Europameisterschaft der Frauen 2019 in Bulgarien qualifizierte. England gewann alle sechs Qualifikationsspiele ohne ein einziges Gegentor. Das Team schied jedoch bereits in der Gruppenphase aus, da es im direkten Vergleich mit Deutschland und den Niederlanden ein schlechteres Torverhältnis hatte. 
Im November 2022 wurde sie erstmals in die englische A-Nationalmannschaft berufen. Am 15. November absolvierte sie ihr Debüt, als sie im Freundschaftsspiel gegen Norwegen über die vollen 90 Minuten auf dem Platz stand.

## Erfolge
Manchester United:
- FA Women’s Cup 2022–23 (Pokalfinalist), 2023–24

Nationalmannschaft:
- Women’s Finalissima: 2023[12]
- Arnold Clark Cup: 2023[13]

Sonstige Rekorde und Erfolge:
- Kanalinseln Sportpersönlichkeit des Jahres: 2022[14]
- Teil des PFA Team of the Year: 2022/23[15]
- Spielerin des Jahres der Spielerinnen von Manchester: 2023–24
- Women's Football Awards Young Player of the Year: 2024[16]

## Trivia
Le Tissier ist mit 16 Jahren als erste weibliche Spielerin bei dem Fußballwettkampf der Kanalinseln von dem Muratti Vase in einer Männermannschaft angetreten. Sie hat für die U–16 Auswahl von Guernsey gespielt.
Seit Mai 2022 unterstützt Le Tissier die sozialen Initiative Common Goal und versprach, mindestens ein Prozent ihres Gehalts zu spenden.